# آکیله پیکچنی

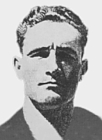
آکیله پیکچنی

آکیله پیکچنی (به ایتالیایی: Achille Piccini) بازیکن فوتبال و اهل ایتالیا است که از سال ۱۹۳۶ میلادی عضو تیم ملی فوتبال ایتالیا بوده و در ۵ بازی ملی حضور داشته‌است. او در بازی‌های ملی‌اش گلی به ثمر نرساند.
آکیله پیکچنی آخرین بازی ملی خود را در سال ۱۹۳۶ میلادی انجام داد.